# جوزيف هانسن
جوزيف هانسن (بالإنجليزية: Joseph Hansen)‏ هو صحفي وسياسي أمريكي، ولد في 16 يونيو 1910 في ريتشفيلد في الولايات المتحدة، وتوفي في 18 يناير 1979 في نيويورك في الولايات المتحدة. حزبياً، نشط في الحزب الاشتراكي الأمريكي.